# Sele, Žitara vas
Sele (nemško Sielach) je naselje v Občini Žitara vas v Okraju Velikovec na Koroškem v Avstriji.